# Gmina Žagubica
Gmina Žagubica (serb. Opština Žagubica / Општина Жагубица) – gmina w Serbii, w okręgu braniczewskim. W 2018 roku liczyła 11 348 mieszkańców.